# 理查德·马尔斯
理查德·唐纳德·马尔斯（英語：Richard Donald Marles，1967年7月13日—），澳大利亚工党籍政治家、律师。1967年7月生于维多利亚州吉朗，毕业于墨尔本大学，修有理学和法律学学士学位。2007年当选为澳大利亚众议院议员，2013年曾在陆克文的第二次内阁中任贸易部长。现任澳大利亚副总理、联邦国防部长及澳大利亚工党副领袖。